# 9745 Shinkenwada
9745 Shinkenwada este un asteroid din centura principală de asteroizi.

## Descriere
9745 Shinkenwada este un asteroid din centura principală de asteroizi. A fost descoperit pe 2 noiembrie 1988 la Geisei de Tsutomu Seki. El prezintă o orbită caracterizată de o semiaxă mare de 2,92 ua, o excentricitate de 0,11 și o înclinație de 1,8° în raport cu ecliptica.